# Бровкін Олексій Миколайович
Олексі́й Микола́йович Бро́вкін (23 лютого 1906 року, місто Путивль, тепер Сумської області — квітень 1983, місто Київ) — військовик та державний посадовець радянських часів, міністр внутрішніх справ Української РСР. Генерал-майор внутрішньої служби. Депутат Верховної Ради УРСР 5-го скликання. Кандидат у члени ЦК КПУ в 1960—1966 р.

## Життєпис
Народився в родині селянина-наймита. У 1922 році розпочав трудову діяльність сезонним робітником на цукрових заводах. Одночасно навчався у профшколі.
У 1924—1929 роках — слюсар та електромонтер Сумського рафінадного заводу. Одночасно заочно навчався на механічному факультеті Сумського машинобудівного інституту.
У 1930 року закінчив Сумський машинобудівний інститут. Член ВКП(б) з 1930 року.
У 1930—1939 роках працював на керівних інженерно-технічних посадах: конструктором, заступником начальника цеху, завідувачем конструкторського бюро, начальником виробничо-технічного відділу, головним інженером заводу «Реммаштрест» в Харкові.
У 1939—1941 роках — начальник Харківського обласного управління місцевої паливної промисловості.
У 1941—1942 роках — секретар Харківського міського комітету КП(б)У із машинобудування.
Під час німецько-радянської війни був евакуйований у східні райони СРСР. У 1942 році — секретар Нижньотагільського міського комітету ВКП(б) із машинобудування, а у 1942—1946 роках — 2-й, а потім 1-й секретар Нижньотагільського міського комітету ВКП(б) Свердловської області.
У 1946 — листопаді 1948 року — заступник завідувача відділу машинобудівної промисловості ЦК КП(б)У. У листопаді 1948 — вересні 1951 року — заступник завідувача відділу машинобудування ЦК КП(б)У.
У вересні 1951 — березні 1953 року — заступник міністра державної безпеки Української РСР.
З квітня 1953 по травень 1954 року — заступник завідувача відділу партійних, профспілкових та комсомольських органів ЦК КПУ.
У грудні 1953 (оф. січні 1954) — 1954 року — заступник міністра внутрішніх справ Української РСР із кадрів.
У квітні 1954 — лютому 1956 року — заступник міністра внутрішніх справ Української РСР.
У лютому — серпні 1956 року — начальник управління міліції — заступник міністра внутрішніх справ Української РСР.
10 серпня 1956 — 9 квітня 1962 року — міністр внутрішніх справ Української РСР.
Протягом 1962—1967 років керував Київською вищою школою МВС СРСР.
Депутат ВР УРСР 5-го скликання, делегат XXI та XXII з'їздів КПУ. Перший голова Організації ветеранів Центрального апарату МВС України.

## Нагороди
- два ордени Трудового Червоного Прапора
- орден «Знак Пошани»
- орден Червоної Зірки
- медалі
- Почесна грамота Президії Верховної Ради Української РСР (9.03.1966)